# 아메리칸 애니멀스
《아메리칸 애니멀스》(영어: American Animals)는 2018년 개봉한 미국의 범죄 드라마 영화이다. 바트 레이턴이 감독과 각본을 맡았다. 2004년 트란실바니아 대학교 도서관에서 발생한 실제 절도 사건을 다룬 작품이다. 2018 선댄스 영화제에서 전 세계 최초 상영되었다.

## 출연

### 주연
- 에반 피터스
- 배리 케오간
- 블레이크 제너

### 조연
- 우도 키에르
- 앤 도드
- 자레드 아브라함슨
- 웨인 듀발
- 제인 맥네일
- 게리 바사라바
- 라라 그리스

## 기타
- 총괄프로듀서: 렌 블라바트닉
- 총괄프로듀서: 다렌 M. 드미트리
- 총괄프로듀서: 아비브 길라디
- 총괄프로듀서: 벤 길라디
- 총괄프로듀서: 데이빗 코세
- 총괄프로듀서: 샘 라벤더
- 총괄프로듀서: 토리 메츠거